# Eutropiusz (eunuch)
Eutropiusz (? – 399) – wpływowy polityk bizantyjski na dworze cesarza Arkadiusza, eunuch.

## Życiorys
Po śmierci zamordowanego Rufinusa przejął urząd prefekta pretorium, jako ulubieniec cesarza Arkadiusza. Pod zwierzchnictwem Eutropiusza sądy wydawały mniej wyroków śmierci, częściej skazując na wygnanie. Około 397 roku mianował Alaryka naczelnym dowódcą wojsk rzymskich w Ilirii, zażegnując w ten sposób groźbę ciągłych ataków ze strony Wizygotów. Alaryk z wroga stał się najwyższej rangi oficerem odpowiedzialnym za prowincję. 
W latach 397–398 osobiście wyparł Hunów z prowincji azjatyckich do Armenii i poza Kaukaz. Powrócił do Konstantynopola jako zwycięzca, na którego cześć wznoszono pomniki. Za jego wstawiennictwem w lutym 398 roku biskupem Konstantynopola został Jan Chryzostom, po śmierci poprzednika, biskupa Nektariusza. Eutropiusz był u szczytu swojej kariery, otrzymując od cesarza w 398 roku tytuł patrycjusza oraz został wyznaczony na konsula rzymskiego, jako pierwszy i ostatni eunuch, który dostąpił takiego zaszczytu. Wywołało to oburzenie na wschodzie i zachodzie cesarstwa, gdzie nigdy nie uznano jego konsulatu. 
Po intrygach i naciskach rozmaitych możnowładców oraz żony Arkadiusza - Eudoksji, w sierpniu 399 roku, został zdegradowany i zdjęty z urzędów przez cesarza. Ukrył się w kościele w obawie o swoje życie. Biskup Jan Chryzostom usiłował bronić Eutropiusza, jednak na próżno. Podczas próby ucieczki pojmano go i zesłano na Cypr, a majątek skonfiskowano. Kilka miesięcy później Eutropiusza na nowo sprowadzono do Konstantynopola, gdzie został ścięty. Jego następcą był Aurelian.